# 石川垣守
石川 垣守（いしかわ の かきもり）は、奈良時代の貴族。官位は正四位上・宮内卿。

## 経歴
天平勝宝7歳（756年）東大寺に対して絵軸20枚を求めたとの記録があり、外嶋院の写経所に出仕していたものと想定される。天平宝字8年（764年）9月に発生した藤原仲麻呂の乱では孝謙上皇側に付いて、乱の最中に正六位上から二階昇進して従五位上に叙せられ、翌天平神護元年（765年）正月には乱の功労により勲六等の叙勲を受けた。のち木工頭を経て、神護景雲4年（770年）7月に正五位下に叙せられ、同8月の称徳天皇の大葬に際して装束司を務めた。
光仁朝に入ると、宝亀2年（772年）安房守として地方官に転じるが、まもなく伊予守に遷り、宝亀3年（772年）には再び木工頭に復す。その後、宝亀5年（774年）正五位上、宝亀7年（776年）従四位下と光仁朝中盤は順調に昇進し、中務大輔・右京大夫と京官を歴任した。宝亀9年（778年）伊予守に任ぜられ地方官に遷る。
天応元年（781年）桓武天皇の即位後まもなく刑部卿に任ぜられて京官に復すと、左京大夫・武蔵守・宮内卿を歴任する傍ら、造長岡宮使および別当として長岡京造営を担当した。延暦3年12月（785年1月）従四位上に昇進し、翌延暦4年（785年）正四位上に至る。同年9月に発生した藤原種継暗殺事件に連座した早良親王を淡路国へ配流するために派遣され、船で親王を移送している。延暦5年（786年）5月5日卒去。最終官位は宮内卿正四位上。
また仏教への信仰心が厚く、道璿に師事して竜淵居士と称された。

## 官歴
『続日本紀』による。
- 天平宝字5年（761年）頃：見弾正巡察[4]
- 時期不詳：正六位上
- 天平宝字8年（764年） 9月13日：従五位上（越階）
- 天平神護元年（765年） 正月7日：勲六等
- 神護景雲2年（768年） 2月18日：木工頭
- 神護景雲4年（770年） 7月20日：正五位下。8月4日：装束司（称徳天皇崩御）
- 宝亀2年（772年） 閏3月1日：安房守
- 時期不詳：伊予守
- 宝亀3年（772年） 4月20日：木工頭、伊予守如故
- 宝亀5年（774年） 正月7日：正五位上
- 宝亀7年（776年） 正月7日：従四位下。3月9日：中務大輔
- 宝亀8年（777年） 正月25日：右京大夫
- 宝亀9年（778年） 2月4日：伊予守
- 天応元年（781年） 5月25日：刑部卿。12月23日：作方相司（光仁上皇崩御）
- 延暦3年（784年） 6月10日：造長岡宮使。7月13日：左京大夫。12月2日：従四位上
- 延暦4年（785年） 4月29日：武蔵守。7月6日：宮内卿。11月1日：正四位上（越階）
- 延暦5年（786年） 5月5日：卒去（宮内卿正四位上）